# Nasser Al-Shamrani
Nasser Al-Shamrani, arabul: ناصر الشمراني (Mekka, 1983. november 23. –) válogatott szaúd-arábiai labdarúgó.

## Pályafutása

### Klubcsapatokban
2003 és 2007 között az el-Vahda labdarúgója volt, közben 2006-ban kölcsönben az es-Sabáb csapatában szerepelt. 2007-ben az es-Sabábhoz szerződött, ahol 2013-ig játszott. 2013 és 2017 között az el-Hilál játékosa volt. 2017-ben kölcsönben az emírségekbeli el-Ajn együttesében játszott. 2017 és 2019 között ismét az es-Sabáb labdarúgója volt. 2019-ben az el-Áttihád, 2021-ben a bahreini Hidd csapatában játszott.

### A válogatottban
2005 és 2018 között 78 alkalommal szerepel a szaúd-arábiai válogatottban és 19 gólt szerzett.